# تنازع (نحو)
التنازع في اصطلاح النحويين هو أن يتوجه عاملان متقدمان إلى معمول واحد متأخر، والمعمول يكون مطلوبا لكل منهما، والعامل قد يكون فعلا، وقد يكون ما يشبه الفعل، نحو اسم الفاعل، ويكون المعمول على علاقات متعددة بالنسبة إلى المتنازعين. وأنواعه أن يكون المتنازعان فعلين، نحو قولك: عرفتك تؤيد وتعظم قول الحق، ويكون أحدهما فعلا والآخر مشتقا، نحو: عرفتك مؤيدا تعظم قول الحق، فكل من مؤيدا وتعظم يتنازعان المعمول قول الحق، والأول اسم فاعل، والثاني فعل، ويكونان مشتقين، نحو: عرفتك مؤيدا معظما قول الحق، فالعاملان المتنازعان هما مؤيدا ومعظما وهما مشتقان.

## تعريف
التنازع هو أن يتقدم عاملان ويتأخر عنهما المعمول، ويكون كل من العاملين المتقدمين طالباً لذلك المعمول المتأخر.
مثال على تنازع عاملين على معمول واحد: قوله تعالى: {ءاتوني أفرغ عليه قطرا}، فكل من الفعلين الأولين يطلب المفعول به الأخير. 
ومثال على تنازع ثلاثة عوامل على معمول واحد: كقولك: "كما صليت وباركت وترحمت على إبراهيم"، فشبه الجملة (على إبراهيم) في محل نصب مفعول به لكل من الأفعال الثلاثة الواردة.
وفي مسألة التنازع خلاف بين الكوفيين والبصريين في أي العاملين أولى بالعمل وإن كان الفريقان متفقين في أصل جواز أي من العاملين:
فالكوفيون: يختارون إعمال الأول وإهمال الثاني.
أما البصريون: فيختارون إعمال الثاني وإهمال الأول.